# لیشتانو (بادن)

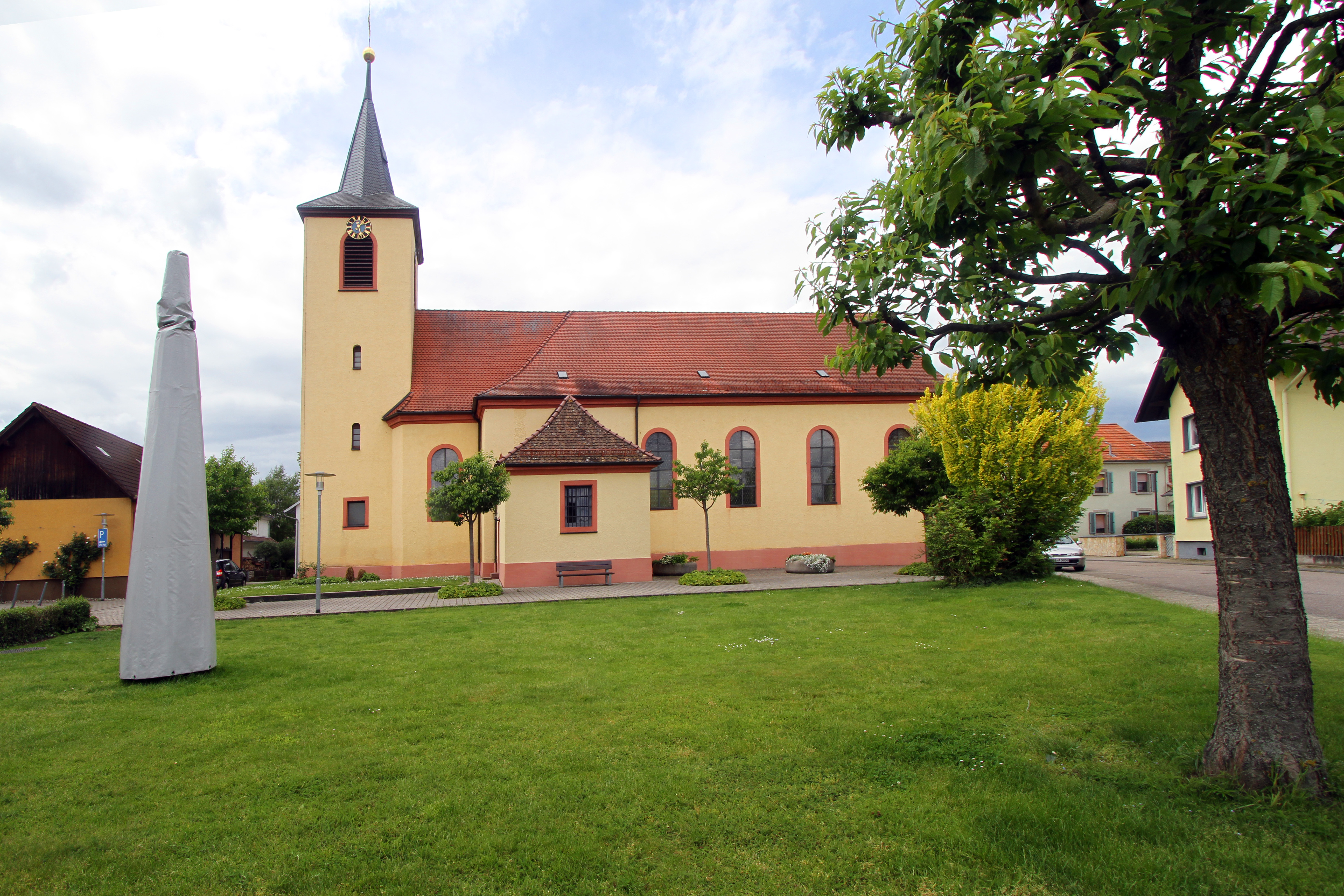

شهر لیشتانو (به آلمانی: Lichtenau) در ایالت بادن-وورتمبرگ در کشور آلمان واقع شده‌است.